# العلاقات الكاميرونية النرويجية
العلاقات الكاميرونية النرويجية هي العلاقات الثنائية التي تجمع بين الكاميرون والنرويج.

## مقارنة بين البلدين
هذه مقارنة عامة ومرجعية للدولتين:
| وجه المقارنة                                              | الكاميرون                      | النرويج                                                   |
| --------------------------------------------------------- | ------------------------------ | --------------------------------------------------------- |
| المساحة (كم2)                                             | 475.44 ألف                     | 385.21 ألف                                                |
| عدد السكان (نسمة)                                         | 24.05 مليون                    | 5.33 مليون                                                |
| الكثافة السكانية (ن./كم²)                                 | 50.58                          | 13.84                                                     |
| العاصمة                                                   | ياوندي                         | أوسلو                                                     |
| اللغة الرسمية                                             | لغة فرنسية، لغة إنجليزية       | بوكمول، لغات السامي، نينوشك، اللغة النرويجية              |
| العملة                                                    | فرنك وسط أفريقي                | كرونة نروجية                                              |
| الناتج المحلي الإجمالي (بليون دولار)                      | 34.80 مليار                    | 398.83 مليار                                              |
| الناتج المحلي الإجمالي (تعادل القوة الشرائية) بليون دولار | 72.72 مليار                    | 322.23 مليار                                              |
| الناتج المحلي الإجمالي الاسمي للفرد دولار أمريكي          | 1.22 ألف                       | 74.40 ألف                                                 |
| الناتج المحلي الإجمالي للفرد دولار أمريكي                 | 2.97 ألف                       | 65.61 ألف                                                 |
| مؤشر التنمية البشرية                                      | 0.512                          | 0.944                                                     |
| رمز المكالمات الدولي                                      | +237                           | +47                                                       |
| رمز الإنترنت                                              | .cm                            | .no                                                       |
| المنطقة الزمنية                                           | توقيت غرب أفريقيا، ت ع م+01:00 | ت ع م+01:00، ت ع م+02:00، توقيت وسط أوروبا، أوروبا/أوسلو ‏ |

## منظمات دولية مشتركة
يشترك البلدان في عضوية مجموعة من المنظمات الدولية، منها:
| علم المنظمة | اسم المنظمة                               | تاريخ انضمام الكاميرون | تاريخ انضمام النرويج |
| ----------- | ----------------------------------------- | ---------------------- | -------------------- |
|             | مؤسسة التنمية الدولية                     | 10 أبريل 1964          | 24 سبتمبر 1960       |
|             | يونسكو                                    | 11 نوفمبر 1960         | 4 نوفمبر 1946        |
|             | وكالة ضمان الاستثمار متعدد الأطراف        | 7 أكتوبر 1988          | 9 أغسطس 1989         |
|             | الأمم المتحدة                             | 20 سبتمبر 1960         | 27 نوفمبر 1945       |
|             | الفريق المعني برصد الأرض                  | ?                      | ?                    |
|             | الاتحاد البريدي العالمي                   | ?                      | ?                    |
|             | البنك الدولي للإنشاء والتعمير             | 10 يوليو 1963          | 27 ديسمبر 1945       |
|             | المنظمة الهيدروغرافية الدولية             | ?                      | ?                    |
|             | الاتحاد الدولي للاتصالات                  | 22 ديسمبر 1960         | 1866                 |
|             | منظمة حظر الأسلحة الكيميائية              | ?                      | ?                    |
|             | مؤسسة التمويل الدولية                     | 1 أكتوبر 1974          | 20 يوليو 1956        |
|             | المركز الدولي لتسوية المنازعات الاستشارية | 2 فبراير 1967          | 15 سبتمبر 1967       |
|             | منظمة التجارة العالمية                    | ?                      | 1995                 |
|             | منظمة الشرطة الجنائية الدولية             | ?                      | ?                    |
|             | البنك الإفريقي للتنمية                    | ?                      | 1963                 |

## وصلات خارجية
- موقع وزارة الخارجية الكاميرونية
- موقع وزارة الخارجية النرويجية